# 1505年
| 千纪： | 2千纪 |
| 世纪： | 15世纪 \| 16世纪 \| 17世纪                                                                                 |
| 年代： | 1470年代 \| 1480年代 \| 1490年代 \| 1500年代 \| 1510年代 \| 1520年代 \| 1530年代                           |
| 年份： | 1500年 \| 1501年 \| 1502年 \| 1503年 \| 1504年 \| 1505年 \| 1506年 \| 1507年 \| 1508年 \| 1509年 \| 1510年 |
| 纪年： | 乙丑年（牛年）；明弘治十八年；越南端慶元年；日本永正二年                                                   |

## 大事记
- 7月2日——馬丁·路德在斯道特亨附近突然遇到狂風暴雨，發誓如能不死願意出家。
- 7月17日——馬丁·路德在未獲其父同意下出家修道。
- 葡萄牙國王曼努埃爾一世建立葡屬印度，任命弗朗西斯科·德·阿爾梅達为葡萄牙首任印度总督，任期三年。
- 瓦西里三世即莫斯科大公位。
- 莫三比克成為葡萄牙帝國殖民地。

## 逝世
- 伊凡三世（1440年－1505年）
- 明孝宗朱祐樘 (1470年－1505年)，年號弘治，是明憲宗成化帝朱見深的三子。明朝第9位皇帝（1488年－1505年在位），在位18年，享年36歲。死後葬於泰陵（今北京明十三陵）